# Upogebia saintlaurentae
Upogebia saintlaurentae is een tienpotigensoort uit de familie van de Upogebiidae. De wetenschappelijke naam van de soort is voor het eerst geldig gepubliceerd in 2008 door Ngoc-Ho.